# SS Valley Camp
Le SS Valley Camp (autrefois Louis W. Hill) est un vraquier lacustre qui a servi sur les Grands Lacs d'Amérique du Nord pendant près de 50 ans et qui est maintenant un navire-musée ancré à Sault Sainte-Marie dans le Michigan.

## Historique
Valley Camp a été lancé à Ohio dans l'Ohio, en 1917 sous le nom de Louis W. Hill' pour la National Steel Corporation (en). Il a navigué pour cette compagnie pendant 38 ans en transportant du minerai de fer et du charbon jusqu'en 1955, date à laquelle il a été vendu à la Wilson Marine Transit Company. C'est dans cette flotte qu'il reçut son nom actuel. Pour cette entreprise, il transportait une plus large gamme de marchandises en vrac, notamment des céréales et de la pierre. En 1959, il a été racheté par la Republic Steel Corporation, ainsi que plusieurs unités de flotte Wilson Marine. Il garda le nom de Valley Camp, et pour cette compagnie, il transportait du minerai de fer et du charbon jusqu'à leurs usines de Buffalo (New York), Cleveland, (Ohio) et East Chicago (Indiana).
En 1966, Valley Camp effectua son dernier voyage. Son âge n'était pas un problème pour sa retraite, mais un problème majeur avec une chaudière à charbon.

## Préservation
Acheté par Le Sault de Sainte Marie Historical Sites, Inc., le navire a été remorqué du Wisconsin à Sault Sainte-Marie le 6 juillet 1968. Presque inchangé par rapport à sa configuration d'origine, ce Lake freighter est l'exemple le plus intact des transporteurs de minerai classiques des Grands Lacs qui se comptaient autrefois par centaines et dont peu survivent à ce jour.
En tant que navire-musée, le Valley Camp est inscrit au registre national des lieux historiques depuis le 1er février 1972. Il avait été inscrit à l'Office de préservation historique de l'État du Michigan au 1er octobre 1971.
Les visiteurs ont la possibilité de le visiter entièrement. En outre, la soute abrite des centaines d'artefacts, de peintures, d'objets d'épaves, de maquettes, deux canots de sauvetage de l'épave du SS Edmund Fitzgerald et des expositions d'objets liés à l'histoire maritime.

## Galerie

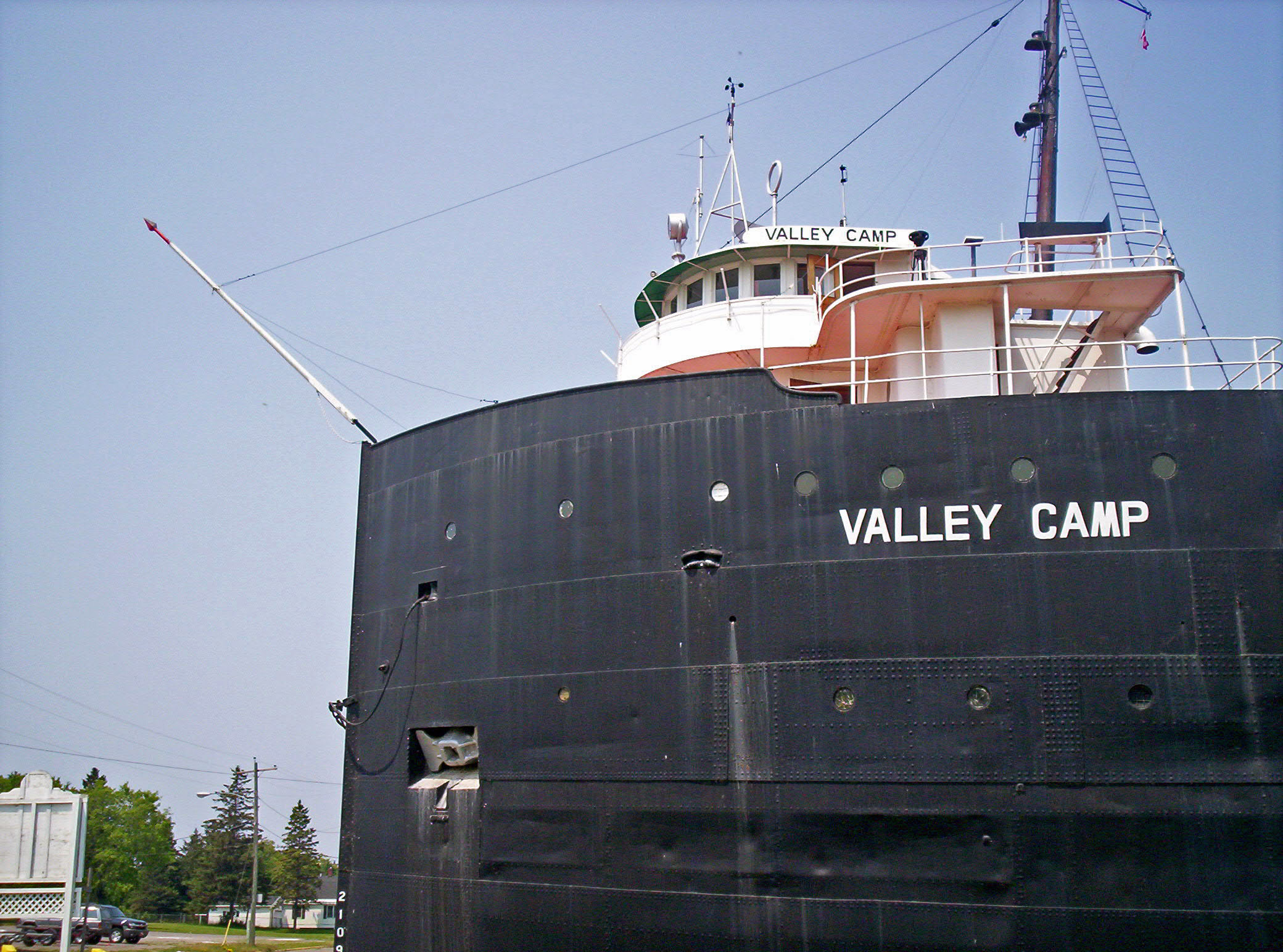
SS Valley Camp
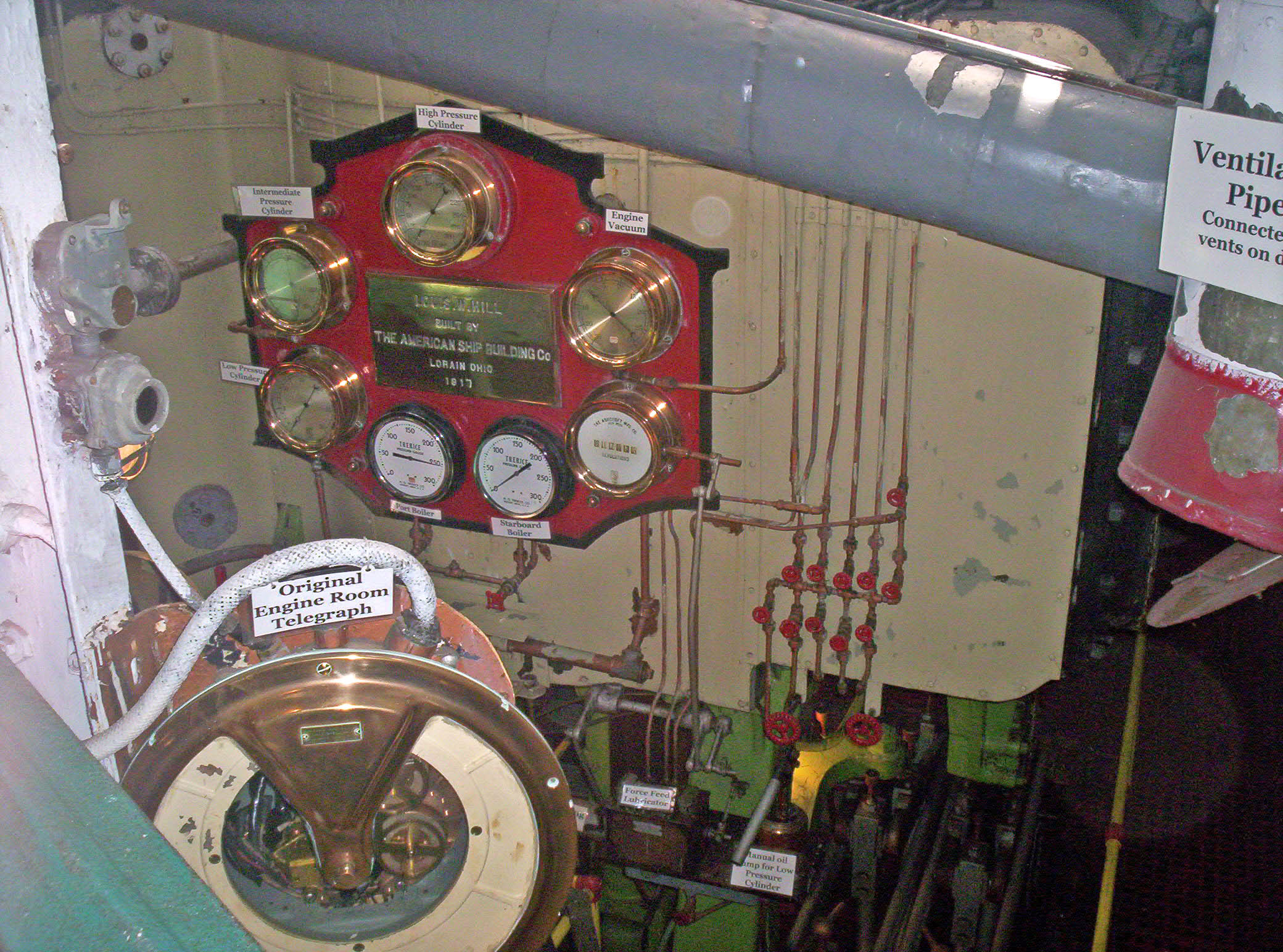
Machine à vapeur
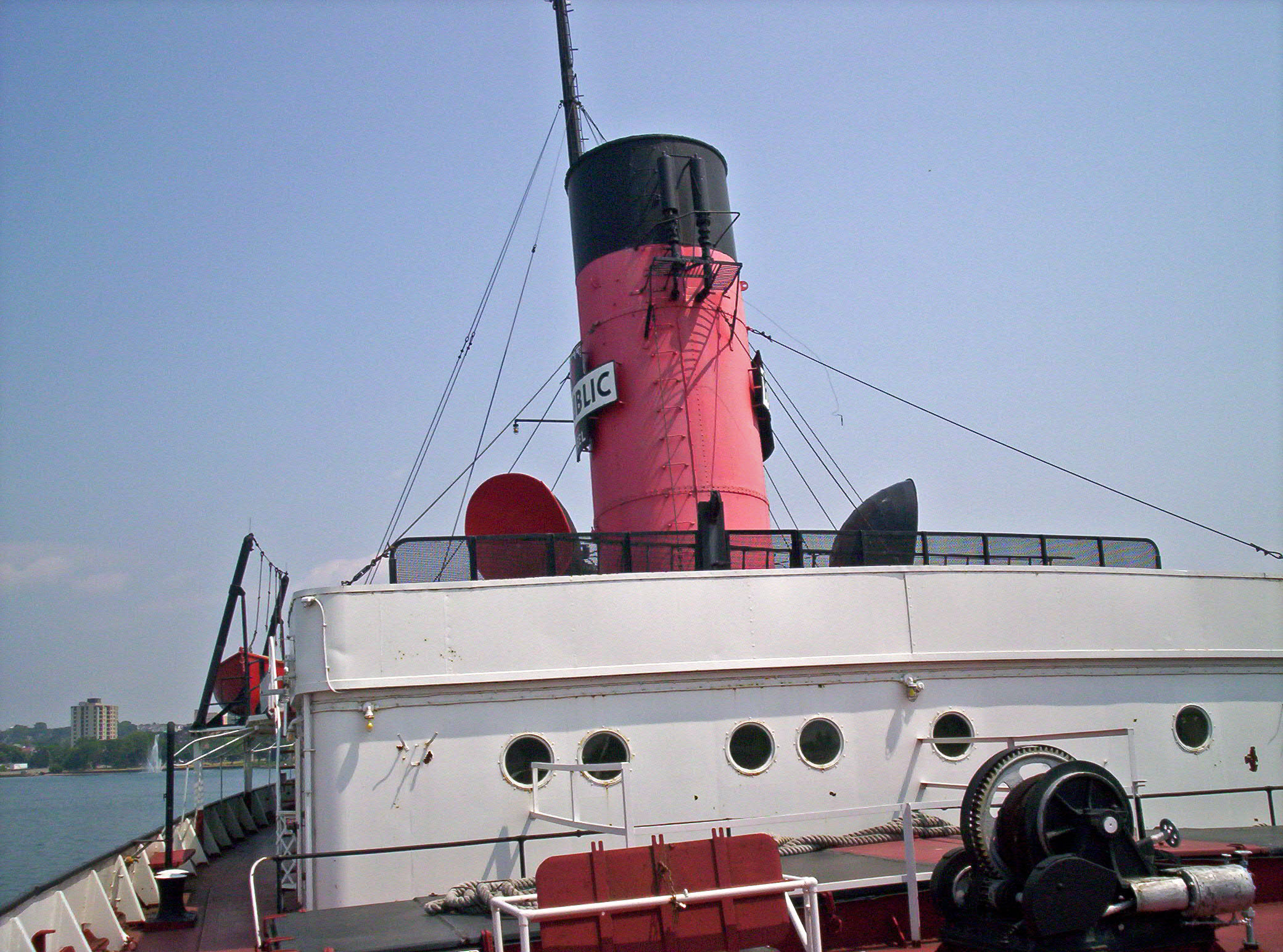
Cheminée
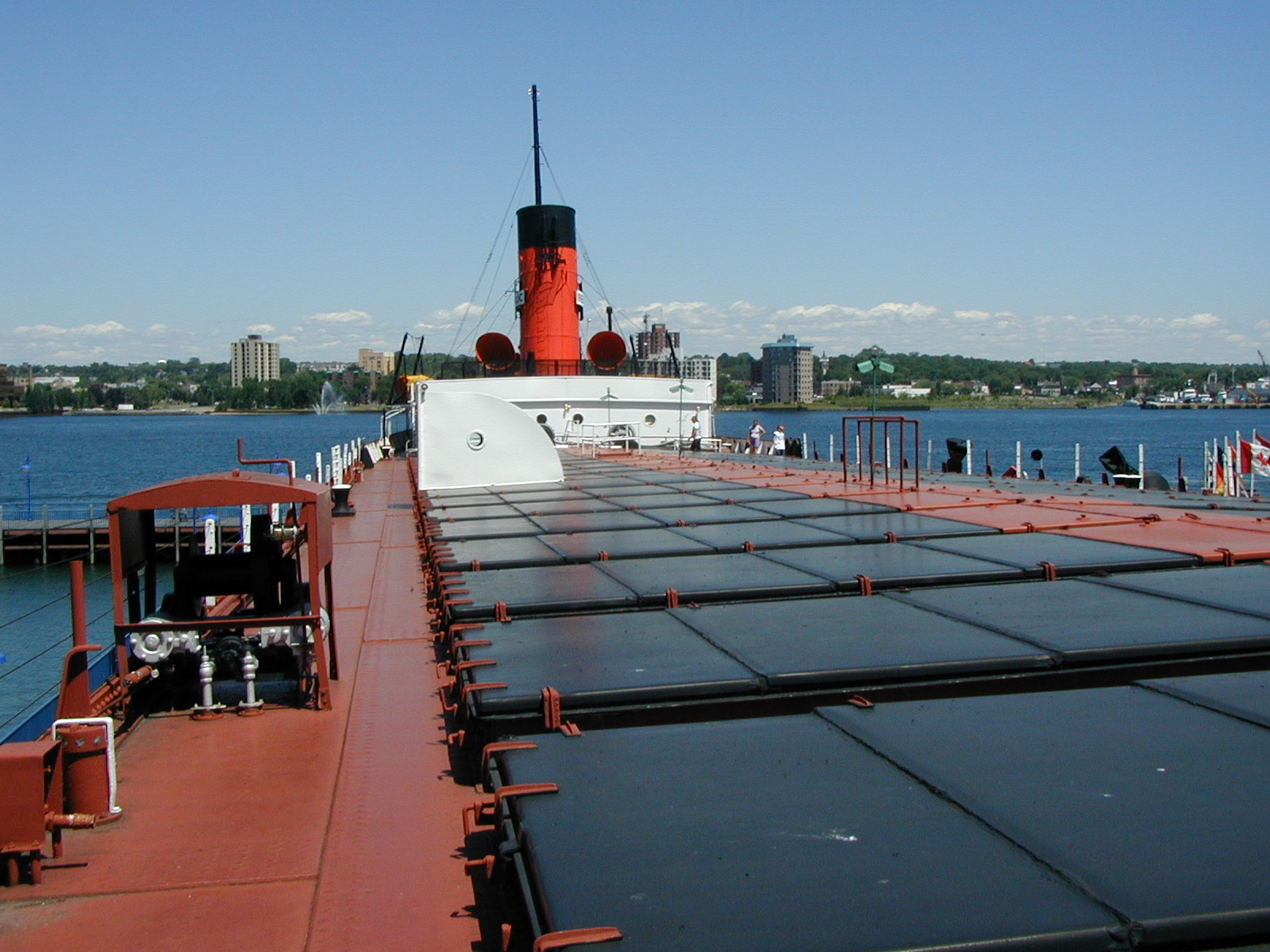
Pont